# Abdoulaye Diallo (bramkarz)
Abdoulaye Diallo (ur. 30 marca 1992 w Reims) – senegalski piłkarz pochodzenia francuskiego występujący na pozycji bramkarza w tureckim klubie Gençlerbirliği SK. Reprezentant reprezentacji Senegalu.

## Życiorys

### Kariera klubowa
Od 2002 roku został przeszkolony w szkole piłki nożnej Stade de Reims, od 2004 roku INF Clairefontaine, a od 2007 Stade Rennais FC. 29 listopada 2009 zadebiutował w drużynie zawodowej Stade Rennais FC na szczeblu Ligue 1 przeciwko Olympique Lyon. 17 kwietnia 2010 podpisał swój pierwszy profesjonalny kontrakt na trzy lata dla jego poprzedniego klubu. 15 grudnia 2011 rozegrał swój pierwszy mecz w Liga Europy przed Atletico Madryt. Skąd wypożyczony był do klubów: Le Havre AC (2014–2015) i tureckiego Çaykur Rizespor (2016–2017).
1 lipca 2019 podpisał kontrakt z tureckim klubem Gençlerbirliği SK, umowa do 30 czerwca 2021; bez odstępnego. 	

### Kariera reprezentacja
Diallo był reprezentantem Francji U-19 i został z nią mistrzem Europy w 2010 roku, oraz Francji U-20.
W seniorskiej reprezentacji Senegalu zadebiutował 28 marca 2015 na stadionie Stade Océane (Hawr, Francja) w wygranym 2:1 meczu towarzyskim przeciwko reprezentacji Ghany.

## Statystyki

### Klubowe
Stan na 14 grudnia 2019
| Sezon     | Klub                   | Kraj    | Rozgrywki | Mecze | Bramki | Rozgrywki Europy | Mecze | Bramki |
| --------- | ---------------------- | ------- | --------- | ----- | ------ | ---------------- | ----- | ------ |
| 2009/2010 | Stade Rennais FC       | Francja | Ligue 1   | 1     | 0      | –                | –     | –      |
| 2010/2011 | Stade Rennais FC       | Francja | Ligue 1   | 0     | 0      | –                | –     | –      |
| 2011/2012 | Stade Rennais FC       | Francja | Ligue 1   | 1     | 0      | Liga Europy UEFA | 1     | 0      |
| 2012/2013 | Stade Rennais FC       | Francja | Ligue 1   | 0     | 0      | –                | –     | –      |
| 2013/2014 | Le Havre AC (wyp.)     | Francja | Ligue 2   | 16    | 0      | –                | –     | –      |
| 2014/2015 | Le Havre AC (wyp.)     | Francja | Ligue 2   | 34    | 0      | –                | –     | –      |
| 2015/2016 | Stade Rennais FC       | Francja | Ligue 1   | 7     | 0      | –                | –     | –      |
| 2016/2017 | Stade Rennais FC       | Francja | Ligue 1   | 0     | 0      | –                | –     | –      |
| 2016/2017 | Çaykur Rizespor (wyp.) | Turcja  | Süper Lig | 19    | 0      | –                | –     | –      |
| 2017/2018 | Stade Rennais FC       | Francja | Ligue 1   | 3     | 0      | –                | –     | –      |
| 2018/2019 | Stade Rennais FC       | Francja | Ligue 1   | 6     | 0      | –                | –     | –      |
| 2019/2020 | Gençlerbirliği SK      | Turcja  | Süper Lig | 4     | 0      | –                | –     | –      |

## Sukcesy

### Klubowe
Stade Rennais FC
- Zdobywca drugiego miejsca w Pucharze Ligi Francuskiej: 2012/2013
- Zwycięzca Pucharu Francji: 2018/2019

### Reprezentacyjne
Francja U-19
- Zwycięzca Mistrzostw Europy: 2010

Senegal
- Zdobywca drugiego miejsca w Pucharze Narodów Afryki: 2019